# Världsmästerskapen i rodel 2021
Världsmästerskapen i rodel 2021 arrangerades i Königssee i Tyskland mellan den 29 och 31 januari 2021.
Calgary utsågs ursprungligen till arrangörsstad för mästerskapen vid International Luge Federations kongress i Constanța i juni 2017. Efter förseningar under renoveringen av banorna valde dock staden att lämna över värdskapet till Whistler. På grund av Covid-19-pandemin och Kanadas strikta reserestriktioner beslutades det i september 2020 att återigen flytta mästerskapen, denna gång till tyska Königssee. Det var sjunde gången Königssee stod värd för tävlingarna efter att tidigare ha arrangerat mästerskapen 1969, 1970, 1974, 1979, 1999 och 2016.
Då Idrottens skiljedomstol (CAS) den 17 december 2020 beslutat att upprätthålla de sanktioner som World Anti-Doping Agency implementerat gentemot Ryssland var det förbjudet för ryska idrottare att tävla under rysk flagg vid världsmästerskap, dessa tävlade istället för det ryska rodelförbundet under beteckningen RLF (Russian Luge Federation).

## Medaljörer
| Gren         | Guld                                                                | Silver                                                        | Brons                                                             |
| Damsingel    | Julia Taubitz (GER)                                                 | Natalie Geisenberger (GER)                                    | Dajana Eitberger (GER)                                            |
| Damsprint    | Julia Taubitz (GER)                                                 | Anna Berreiter (GER)                                          | Dajana Eitberger (GER)                                            |
| Herrsingel   | Roman Repilov (RLF)                                                 | Felix Loch (GER)                                              | David Gleirscher (AUT)                                            |
| Herrsprint   | Nico Gleirscher (AUT)                                               | Semjon Pavlitjenko (RLF)                                      | David Gleirscher (AUT)                                            |
| Dubbel       | Toni Eggert/Sascha Benecken (GER)                                   | Tobias Wendl/Tobias Arlt (GER)                                | Andris Šics/Juris Šics (LAT)                                      |
| Dubbelsprint | Tobias Wendl/Tobias Arlt (GER)                                      | Andris Šics/Juris Šics (LAT)                                  | Toni Eggert/Sascha Benecken (GER)                                 |
| Lagstafett   | Österrike Madeleine Egle David Gleirscher Thomas Steu/Lorenz Koller | Tyskland Julia Taubitz Felix Loch Toni Eggert/Sascha Benecken | Lettland Kendija Aparjode Artūrs Dārznieks Andris Šics/Juris Šics |

## Medaljtabell
| Pl.    | Nation    | Guld | Silver | Brons | Totalt |
| ------ | --------- | ---- | ------ | ----- | ------ |
| 1      | Tyskland  | 4    | 5      | 3     | 12     |
| 2      | Österrike | 2    | 0      | 2     | 4      |
| 3      | RLF       | 1    | 1      | 0     | 2      |
| 4      | Lettland  | 0    | 1      | 2     | 3      |
| Totalt | Totalt    | 7    | 7      | 7     | 21     |